# Wilfrid Sellars
Wilfrid Stalker Sellars (n. 20 de mayo de 1912-m. 02 de julio de 1989) fue un filósofo estadounidense y destacado por sus investigaciones en metafísica y filosofía de la mente, y como desarrollador del realismo crítico, que «revolucionó tanto el contenido como el método de la filosofía en Estados Unidos».
Es conocido particularmente por su crítica las concepciones filosóficas tradicionales de la mente y el conocimiento, así como por sus esfuerzos por explicar cómo conciliar la razón y el pensamiento humanos con la perspectiva de la naturaleza que ofrece la ciencia.

## Trayectoria
Su padre fue el filósofo canadiense-estadounidense Roy Wood Sellars y Wilfrid obtuvo su maestría en la Universidad de Oxford en 1940. Sellars sirvió en el ejército durante la II Guerra Mundial y después de 1945 enseñó en las universidades de Iowa, Minnesota, Yale y, entre 1963 y 1989, en la Universidad de Pittsburgh.
Sus obras más notable fueron Empiricism and the Philosophy of Mind (1956) sobre filosofía de la mente y Philosophy and the Scientific Image of Man (1962) sobre filosofía de la ciencia. Ha sido un pensador muy influyente y ha sido reconocido como influencia a las ideas de Robert Brandom, John McDowell y sus estudiantes Paul Churchland, Robert Kane, Bas van Fraassen y Ruth Millikan.
Se desempeñó como presidente de la Sociedad Metafísica de América en 1977. Sellars fue influyente también a través de su trabajo editorial como cofundador de la primera revista estadounidense dedicada a la filosofía «analítica», Philosophical Studies.

## Contribuciones filosóficas
Las críticas de Sellars se centraron en cuestionar la epistemología fundacionalista. Sellars se hizo conocido en 1956 con la publicación de su ensayo «Empiricism and the Philosophy of Mind» («Empirismo y la filosofía de la mente»), una crítica de una concepción de la mente y el conocimiento heredada de René Descartes (1596-1650). En este ensayo, Sellars atacó lo que llamó el «mito de lo dado» (en inglés: myth of the given), la idea cartesiana de que se puede tener un conocimiento perceptual inmediato e indudable de las propias experiencias sensoriales. Las ideas de Sellars anticiparon y contribuyeron al desarrollo de teorías de la mente, el conocimiento y la ciencia que desempeñaron papeles importantes en debates posteriores sobre estos temas. Sin embargo, sus obras filosóficas están más generalmente dirigidas hacia el objetivo último de reconciliar formas intuitivas de describir el mundo (tanto las del sentido común como las de la filosofía tradicional) con una explicación completamente naturalista y científica de la realidad. 
Es ampliamente considerado tanto por la gran sofisticación de sus argumentos como por su asimilación de muchos y diversos temas en busca de una perspectiva sinóptica. Sellars fue quizás el primer filósofo en sintetizar elementos del pragmatismo estadounidense con elementos de la filosofía analítica británica y estadounidense y del positivismo lógico austriaco y alemán. Su obra también refleja un compromiso sostenido con la tradición del idealismo alemán, tanto con su vertiente kantiana en obras como Science and Metaphysics: Variations on Kantian Themes, como en su vertiente más hegeliana como se puede ver en los argumentos desarrollados contra el «mito de lo dado» en Empiricism and The Philosophy of Mind (caracterizados como 'hegelianos' por Brandom). Se puede afirmar de hecho, que gracias a Sellars (y posteriormente a Brandom o McDowell) ha ocurrido a un resurgir del interés por el hegelianismo en la llamada tradición analítica.
Sellars acuñó ciertos modismos ahora comunes en filosofía, como el «espacio de razones». Este se refiere a dos cosas:
1. Describe la red conceptual y de comportamiento del lenguaje que los humanos usan para moverse inteligentemente por su mundo,
2. Denota el hecho de que hablar de razones, justificación epistémica e intención no es lo mismo que, y no necesariamente corresponde exactamente a, hablar de causas y efectos en el sentido en que las ciencias físicas habla de ellos.

El segundo punto corresponde en parte a la distinción que hace Sellars entre la «imagen manifiesta» y la «imagen científica».
Sellars era partidario de una forma de naturalismo filosófico según el cual la ciencia es el árbitro final de lo que existe. Las entidades existen si y sólo si se las invoca en una explicación científica completa del mundo. En «Empiricism and the Philosophy of Mind», escribió: «En la dimensión de la descripción y explicación del mundo, la ciencia es la medida de todas las cosas, de lo que es aquello que es, y de lo que no es aquello que no es». Sin embargo, su proyecto sinóptico le exigió desarrollar formas de dar cabida a dimensiones de la experiencia humana que inicialmente parecen resistirse a su incorporación a la «imagen científica». La ciencia describe cómo piensan y actúan los humanos, por ejemplo, pero no cómo deberían pensar y actuar, y este último elemento, por tanto, requiere una explicación si se lo quiere reconciliar con el naturalismo de Sellars. Su respuesta fundamental a estos desafíos fue desarrollar una teoría sofisticada de los roles conceptuales, concretamente ejemplificados en la conducta humana y transmitidos por modos de interacción social, entre ellos el lenguaje. Sellars utilizó esta teoría a su vez para defender una forma de nominalismo lingüístico, la negación de la existencia real de universales o entidades irreductiblemente mentalistas como referentes o significados de las expresiones lingüísticas. Sellars analizó el discurso ostensiblemente sobre entidades abstractas o mentalistas como un discurso sobre actores lingüísticos enmarcado en un «modo transpuesto de habla».

## Obras

### «Empirismo y la filosofía de la mente»
El trabajo más famoso de Sellars es el extenso y difícil artículo «Empiricism and the Philosophy of Mind» (1956). En él, critica la opinión de que el conocimiento de lo que percibimos puede ser independiente de los procesos conceptuales que resultan en la percepción. Llamó a esto «El mito de lo dado», atribuyéndolo a la fenomenología y a las teorías del conocimiento de los datos sensoriales.
El trabajo apunta a varias teorías a la vez, especialmente al pragmatismo kantiano de C. I. Lewis y el positivismo de Rudolf Carnap. Sellars discute «el mito de Jones» para defender la posibilidad de una cosmovisión conductista estricta. La parábola explica cómo los pensamientos, la acción inteligente e incluso la experiencia subjetiva interna pueden atribuirse a las personas dentro de un modelo científico. Sellars usó una tribu ficticia, «Ryleanos», ya que quería abordar The Concept of Mind, de Gilbert Ryle.
La idea de Sellar de «mito», fuertemente influenciada por Ernst Cassirer, no es necesariamente negativa. Lo veía como algo que puede ser útil o no, en lugar de verdadero o falso. Su objetivo era unir el comportamiento conceptual del «espacio de razones» con el concepto de experiencia sensorial subjetiva. Este era uno de sus objetivos más centrales, que en su obra posterior fue descrito como 'kantiano'.

### «The Language of Theories»
En su artículo «El lenguaje de las teorías» (1961), Sellars introduce el concepto de empirismo kantiano. El empirismo kantiano se caracteriza por una distinción entre (1) afirmaciones cuya revisión requiere el abandono o la modificación del sistema de conceptos en los términos en que están enmarcadas (es decir, la modificación del conjunto falible de principios constitutivos que subyacen al conocimiento, también conocidos como verdades a priori relativas al marco) y (2) afirmaciones revisables sobre la base de observaciones formuladas en términos de un sistema de conceptos que permaneció fijo en todo momento.

### «Filosofía y la imagen científica del hombre»
En su «Filosofía y la imagen científica del hombre» (1962), Sellars distingue entre la «imagen manifiesta» y la «imagen científica» del mundo. 
La imagen manifiesta incluye intenciones, pensamientos y apariencias. Sellars admite que la imagen manifiesta puede refinarse a través de «inducción correlacional», pero descarta que se apele a entidades imperceptibles.
La imagen científica describe el mundo en términos de las ciencias físicas teóricas. Incluye nociones como las de causalidad y teorías sobre partículas y fuerzas.
Las dos imágenes a veces se complementan entre sí, y algunas veces entran en conflicto. Por ejemplo, la imagen manifiesta incluye afirmaciones prácticas o morales, mientras que la imagen científica no. Hay conflicto por ejemplo porque donde la ciencia nos dice que los objetos aparentemente sólidos son en su mayoría espacios vacíos. Sellars favorece una visión sinóptica, en la que la imagen científica tiene prioridad absoluta en casos de conflicto, al menos con respecto a las descripciones y explicaciones empíricas.

### «Meaning as Functional Classification»
En «El significado como clasificación funcional» (1974), Sellars elaboró una versión de la semántica de rol funcional que había defendido en publicaciones anteriores. Para Sellars, los pensamientos son análogos a enunciados lingüísticos, y tanto pensamientos como enunciados lingüísticos obtienen su contenido a través de pensamientos o enunciados simbólicos (token) que se encuentran en ciertas relaciones con otros pensamientos, estímulos y respuestas.

## Legado
Robert Brandom, su colega más joven en Pittsburgh, mencionó a Sellars y a Willard Van Orman Quine como los dos filósofos más profundos e importantes de su generación. La meta de Sellars de una filosofía sinóptica que uniera los puntos de vista cotidianos y científicos de la realidad es la base y el arquetipo de lo que a veces se llama la «Escuela de Pittsburgh», cuyos miembros incluyen a Brandom, John McDowell y John Haugeland.
Otros filósofos fuertemente influenciados por Sellars abarcan todo el espectro de la filosofía contemporánea de habla inglesa, desde el neopragmatismo (Richard Rorty) hasta el materialismo eliminativo (Paul Churchland) y el racionalismo (Laurence BonJour). Los herederos filosóficos de Sellars también incluyen a Ruth Millikan, Hector-Neri Castaneda, Bruce Aune, Jay Rosenberg, Johanna Seibt, Matthew Burstein, Ray Brassier, Andrew Chrucky, Jeffrey Sicha, Pedro Amaral, Thomas Vinci, Willem A. de Vries, David Rosenthal, Ken Wilber y Michael Williams. El trabajo de Sellars ha sido aprovechado por la teoría feminista del punto de vista, por ejemplo, en el trabajo de Rebecca Kukla.
La muerte de Sellars en 1989 fue el resultado de un alcoholismo de larga data. Una colección de ensayos dedicados a Sellars and his Legacy (Sellars y su legado) fue publicada por Oxford University Press en 2016 (ed., James O'Shea), con contribuciones de Brandom, deVries, Kraut, Kukla, Lance, McDowell, Millikan, O'Shea, Rosenthal, Seibt y Williams.